# Galaxina
Galaxina is een Amerikaanse sciencefiction-komediefilm uit 1980, geschreven en geregisseerd door William Sachs. De film, geproduceerd met een bescheiden budget, heeft Dorothy Stratten in de hoofdrol. Stratten, die in 1980 werd uitgeroepen tot Playboy Playmate van het Jaar, werd kort na de release tragisch vermoord door haar echtgenoot.
De film is een hommage aan en parodie op sciencefictionklassiekers zoals Star Trek (1966), Star Wars (1977) en Alien (1979). Ook neemt de film het westerngenre op de hak. Galaxina won de Publieksprijs op het Brussels International Festival of Fantasy Film in 1983.
Een film die wordt bekeken door de personages in Galaxina bevat een fragment uit de Oostblok-sciencefictionfilm First Spaceship on Venus (1960). Dit fragment werd gekozen omdat de Amerikaanse distributierechten in handen waren van Crown International Pictures.

## Plot
In het jaar 3008 is de bemanning van het Intergalactic Space Police-schip Infinity op patrouille in de ruimte. Het schip wordt geleid door de incompetente kapitein Cornelius Butt (Avery Schreiber) met onder zijn bemanning Sgt. Thor (Stephen Macht), piloot Pvt. Robert "Buzz" McHenry (J.D. Hinton), de alien Maurice (Lionel Mark Smith), de Aziatische Sam (Tad Horino) en de androïde Galaxina (Dorothy Stratten). Tijdens hun reis krijgen ze de opdracht een gestolen edelsteen, de Blue Star, terug te halen van de planeet Altair One. 
Tijdens de missie ontstaan er complicaties: de bemanning moet in cryogene slaap, Galaxina ontwikkelt menselijke eigenschappen en vijandige aliens en een bende bikers bemoeilijken hun taak. Uiteindelijk blijkt de Blue Star opgegeten door één van hun gevangenen.

## Rolverdeling
| Acteur             | Personage                               |
| ------------------ | --------------------------------------- |
| Stephen Macht      | Sgt. Thor                               |
| Avery Schreiber    | Kapitein Cornelius Butt                 |
| James David Hinton | Buzz                                    |
| Dorothy Stratten   | Galaxina                                |
| Lionel Mark Smith  | Maurice                                 |
| Tad Horino         | Sam Wo                                  |
| Ronald J. Knight   | Ordric                                  |
| Percy Rodrigues    | Stem van Ordric                         |
| Herb Kaplowitz     | Rock Eater / Kitty / Lelijke alienvrouw |
| Nancy McCauley     | Elexia                                  |
| Fred D. Scott      | Commandant Garrity                      |
| George Mather      | Horn Man                                |
| Susan Kiger        | Blue Girl                               |
| Rhonda Shear       | Mimespeler / Robot                      |

## Productie
De film was gepland om in 20 dagen te worden opgenomen, maar slecht weer zorgde ervoor dat sommige sets niet konden worden gebruikt. Dit leidde tot het schrappen van scènes, wat volgens regisseur William Sachs het tempo van de uiteindelijke film negatief beïnvloedde.